# Уилла Форд
Уи́лла Форд (англ. Willa Ford), настоящее имя — Ама́нда Ли Мода́но (англ. Amanda Lee Modano), в девичестве — Уи́ллифорд (англ. Williford; род. 22 января 1981, Раскин, Флорида, США) — американская актриса, продюсер, певица, автор песен, телеведущая и танцовщица. Начинала карьеру как певица в 1999 году под псевдонимом «Mandah», но позже сменила его на Уилла Форд, составив это имя из своей девичьей фамилии Уиллифорд.

## Биография
Аманда Ли (настоящее имя Уиллы) родилась 22 января 1981 года в Раскине (штат Флорида, США), там же и выросла. В 8 лет она начала петь в детском хоре, а с 11 лет начала участвовать в труппе искусств Tampa Bay Children’s Choir.

## Карьера
Карьеру девушка начала в 1999 году. Она начала выступать под псевдоним Mandah, но позже сменила его на новый псевдоним — Уилла Форд, который составила из своей фамилии Уиллифорд. Сделала она это во избежание путаницы с Мэнди Мур.
В 1999—2000 годах работала с лейблом MCA, в 2000—2004 годах — с Lava Records и Atlantic Records.
Выпустила два сольных альбома: Willa Was Here (2001) и Sexysexobsessive (2004).
С 2001 года снимается в кино. Наиболее известна ролью Анны Николь Смит в фильме-биографии «Анна Николь».
Также Уилла — продюсер, телеведущая и танцовщица. Снималась в журнале Playboy.

## Личная жизнь
В 2007—2012 годах Уилла была замужем за хоккеистом Майком Модано.
С 8 октября 2015 года Уилла замужем во второй раз за лайнбекером Райаном Несом. У супругов есть сын — Элайджа Эверетт Мэнделл Нес (род.07.09.2016).

## Дискография
- 2001 — Willa Was Here
- 2004 — Sexysexobsessive